# Weißflecken-Feilenfisch
Der Weißflecken-Feilenfisch (Cantherhines macrocerus) lebt im tropischen Westatlantik von den Bermudas, den Bahamas und der Küste Floridas bis zur Küste Brasiliens und in der Karibik.
Die Fische haben die typische rautenförmige Gestalt der Feilenfische. Ihre Färbung ist variabel. Junge Tiere und Weibchen sind schwärzlich, mit verschwommenen weißen Flecken übersät. Die hintere Körperhälfte kann mehr oder weniger gelblich oder ockerfarben sein. Weibliche Fische werden oft hellgrau. Männchen sind meist auffallend rotbraun oder orange gefärbt. Sie haben kein Fleckenmuster.
Die 40 Zentimeter lang werdenden Tiere leben meist paarweise.
Weißflecken-Feilenfische fressen Algen, Schwämme, Korallenpolypen und andere bodenbewohnende Wirbellose.